# فرودگاه لاون استریپ
فرودگاه لاون استریپ (به انگلیسی: Lawen Strip) یک فرودگاه خصوصی است که یک باند فرود چمن و خاک دارد و طول باند آن ۵۶۳ متر است. این فرودگاه در شهر لاون، اورگن کشور ایالات متحده آمریکا قرار دارد و در ارتفاع ۱۲۵۸ متری از سطح دریا واقع شده است.